# Žutice
Žutice (en serbe cyrillique : Жутице) est un village de Serbie situé dans la municipalité de Raška, district de Raška. Au recensement de 2011, il comptait 202 habitants.

## Démographie

### Évolution historique de la population
| 1948 | 1953 | 1961 | 1971 | 1981 | 1991 | 2002 | 2011 |
| ---- | ---- | ---- | ---- | ---- | ---- | ---- | ---- |
| 196  | 220  | 255  | 207  | 231  | 232  | 224  | 202  |

|  |